# Greco-neozelandesi
I greco-neozelandesi sono dei cittadini della Nuova Zelanda di origini greca. Sono fortemente concentrati a Wellington e in parte minore a Christchurch ed Auckland; comunità più piccole risiedono a Palmerston North, Wanganui, Dunedin, Hamilton e Napier.
Il numero di persone in Nuova Zelanda che hanno dichiarato la propria origine greca nel censimento del marzo 2013 erano 2.478.
La grande maggioranza dell'immigrazione greca in Nuova Zelanda proviene dalla prefettura occidentale di Etolia-Acarnania, le isole ionie di Itaca e Cefalonia, e dall'isola di Lesbo, che si trova nel Mar Egeo nordorientale. Comunità più piccole sono originarie della Macedonia, Epiro, Attica, Peloponneso, Creta, Romania e Cipro.

## Greco-neozelandesi famosi
- Costa Botes, scrittore e regista
- Ray Columbus, cantante
- Elisabeth Findlay, stilista
- Kosta Barbarouses, calciatore